# Arde Bogotá
Arde Bogotá (italiano: Bogotá brucia) è un gruppo musicale Spagnolo rock alternativo originario della città di Cartagena situato nella Regione di Murcia. La band si è formata nel 2017 e ha preso il nome dalla città colombiana di Bogotà, dove sono state ascoltate le sue prime registrazioni. Il gruppo è composto da Antonio García, Dani Sánchez, Pepe Esteban e José Ángel Mercader.
Il loro secondo album in studio, Cowboys de la A3, è entrato direttamente al n. 3 nelle classifiche di vendita in Spagna ed è stato nominato per il "Miglior album rock" al Latin Grammy Awards. Tra le loro influenze, di solito spiccano gruppi come Arctic Monkeys, Foo Fighters o Héroes del Silencio.

## Componenti
- Antonio García - voce, chitarra acustica
- Daniel Sánchez - chitarra solista
- Pepe Esteban - basso, cori
- José Ángel Mercader - batteria

## Discografia

### Album in studio
- 2021 - La noche
- 2023 - Cowboys de la A3